# Mini-Loup
 (septembre 2012).
Si vous disposez d'ouvrages ou d'articles de référence ou si vous connaissez des sites web de qualité traitant du thème abordé ici, merci de compléter l'article en donnant les références utiles à sa vérifiabilité et en les liant à la section « Notes et références ».
Mini-Loup est un personnage de bande dessinée à l'origine, créé en 1991 par l'auteur Philippe Matter et dont les aventures sont publiées par Hachette et la Bibliothèque Rose.
Mini-Loup cible principalement les 4-6 ans avec les albums pour enfants, et les 6-8 ans avec les livres de la bibliothèque rose et les albums de BD. La création du dessin animé a élargi l'âge de son public.

## Personnages
- Mini-Loup "Loulou" : C'est le personnage principal de l'histoire, plutôt mignon, réservé et casse-cou, il aime faire des bêtises et s'amuser avec ses amis. Mini-Loup est un louveteau mâle brun. Si, dans les livres, il ne porte qu'une culotte rouge, il porte en plus, dans le dessin animé, un tee-shirt noir avec des bordures blanches sur son col et le bout de ses manches et des chaussures noires avec des accents blancs. Il porte également un pyjama blanc et parfois une veste blanche.
- Louna : C'est une louve, la plus jolie de l’école et l'amoureuse de Mini-Loup. Elle ressemble presque à une version plus jeune de la mère de Mini-Loup. Dans les livres, elle aborde une couleur rousse ; et elle porte une chemise à manches courtes jaune, une salopette bleue et des chaussons violets. Dans le dessin animé, elle porte une robe rose foncé ou magenta sur un sous-vêtement blanc, elle a en plus un petit nœud rose ou magenta sur son oreille droite et ses chaussons deviennent également rose foncé ou magenta.
- Muche : C'est une chatte sportive, et la meilleure amie de Louna. Muche a la fourrure beige, sauf autour de sa bouche, où elle est de couleur crème. Dans les livres, elle a un nœud rouge dans les cheveux et elle porte une chemise rose, une jupe magenta et des chaussures bleues. Dans le dessin animé, elle porte un haut violet clair avec un col violet plus foncé ; une jupe violette plus foncée et son nœud dans les cheveux devient de couleur plus foncée ; ses chaussettes ou des bas violet clair et des pantoufles noires avec des accents blancs.
- Anicet : C'est un cochon, et le meilleur ami de Mini-Loup, nerveux, malin et cependant peureux malgré tout et parfois insensible, il suit Mini-Loup dans toutes ses aventures. Dans les livres, il ne porte qu'une salopette bleue avec une poche jaune sur le devant. Dans le dessin animé, il porte une chemise blanche à manches courtes et un pantalon bleu, qui pourrait être un jean.
- Mini-Pic : Un petit hérisson mâle au teint pêche et aux pointes orange tout autour de la tête, c'est le deuxième meilleur ami de Mini-Loup. Dans les livres, il ne porte qu'une culotte verte. Dans le dessin animé, il porte une chemise boutonnée à manches courtes verte avec des accents blancs, un pantalon cargo marron et des chaussures vertes et blanches.
- Moussa : Un petit éléphanteau gris et robuste. Dans les livres, il n'apparaît que dans les albums de la Bibliothèque Rose où il est plus grand que tous les autres élèves et il porte un ensemble de survêtements bleu et un bonnet d'hiver vert, jaune et rouge, fabriqué par sa grand-mère. Dans le dessin animé, il porte une chemise bleue avec un pantalon assorti et garde son bonnet.
- Doudou : Un petit chiot blanc qui est le plus jeune de la classe de Mini-Loup. Il a les pattes et les oreilles noires et une tache noire sur l'œil droit. Dans les livres, il ne porte qu'une culotte jaune. Dans le dessin animé, il porte un tee-shirt jaune et une salopette bleue.
- Maxou le renard, Wouf le chien, Gus le faon, Baudouin le chat et Eliot le raton-laveur : Les camarades de classe de Mini-Loup.
- Papa-Loup et Maman-Loup : Les parents de Mini-Loup et Dilou.
- Papi-Loup et Mamie-Loup : Les grands-parents paternels de Mini-Loup et parents de Papa-Loup.
- Dilou : La petite sœur de Mini-Loup.
- Michel et Léonie : Les parents d'Anicet. Leurs noms ne sont pas mentionnés dans les albums aux éditions Hachette mais le sont dans ceux de la Bibliothèque Rose.
- Papa-Pic et Maman-Pic : Les parents de Mini-Pic et Raphaëlle.
- Raphaëlle : La petite soeur de Mini-Pic.
- Mlle Biglu  : La maîtresse hibou ou l'institutrice de l'école.
- M. Grognard : Le directeur sanglier ou le proviseur de l'école.
- L'infirmière : L'infirmière chienne.
- Le photographe : Le photographe coq.
- Trois Grognards : des triplés sangliers se prénommant Napoléon, Attila et César, méchants avec Mini-Loup et ses amis.
- Émilie : amie oiseau de Mini-Loup qui souffre de bégaiement.
- Père Basile : le voisin de Mini-Loup

## Livres

### Les éditions Hachette

#### Albums
1. Mini-Loup, le petit loup tout fou
2. L'anniversaire de Mini-Loup
3. Mini-Loup en vacances
4. Une petite sœur pour Mini-Loup
5. Mini-Loup et le lapin de Pâques
6. Mini-Loup à l'école
7. Mini-Loup au cirque
8. Mini-Loup en classe de neige
9. Mini-Loup au carnaval
10. Mini-Loup, gare au garou !
11. Mini-Loup et le requin
12. Mini-Loup à l'hôpital
13. Mini-Loup champion de foot
14. Mini-Loup fête Halloween
15. Mini-Loup à la piscine
16. Drôle de Noël pour Mini-Loup
17. Mini-Loup est amoureux
18. Mini-Loup et la dent de lait
19. Mini-Loup chez Papi et Mamie-Loup
20. Mini-Loup et le château fort
21. Mini-Loup et les dinosaures
22. Mini-Loup sur la banquise
23. Mini-Loup et les pirates
24. Mini-Loup au poney-club
25. Mini-Loup en Égypte
26. Mini-Loup le chevalier, la princesse et le dragon
27. Mini-Loup et la galette des rois
28. Mini-Loup, les cow-boys et les indiens
29. Mini-Loup dans l'espace
30. Mini-Loup, la sortie de classe
31. Mini-Loup pompier
32. Mini-Loup super-héros
33. Mini-Loup et la maison hantée
34. Mini-Loup policier
35. Mini-Loup viking
36. Mini-Loup vétérinaire
37. Mini-Loup chez les Grecs

#### Bandes-dessinées
1. Mini-Loup gagne à tous les coups !
2. Mini-Loup n'a peur de rien
3. Mini-Loup fait les 400 coups
4. Mini-Loup, roi des casse-cou
5. Mini-Loup le roi des farceurs
6. Mini-Loup est presque sage

### La Bibliothèque Rose
1. Mini-Loup et sa petite sœur
2. Le nouveau copain de Mini-Loup
3. Mini-Loup fait des cauchemars
4. Mini-Loup fait du cinéma
5. Mini-Loup veut devenir grand
6. Mini-Loup et les petits loups filous
7. Mini-Loup et le trésor
8. Mini-Loup adore l'hiver
9. Mini-Loup et les filles
10. Mini-Loup adore l'été
11. Mini-Loup fait la fête !
12. Mini-Loup en Afrique
13. Mini-Loup, premier de la classe
14. Mini-Loup, roi de la glisse
15. Mini-Loup et son amoureuse
16. Mini-Loup et le fantôme
17. Mini-Loup va jouer dehors
18. Mini-Loup, Au tableau !
19. Mini-Loup mène l'enquête
20. Mini-Loup fait des blagues
21. Mini-Loup et la grotte mystérieuse
22. Mini-Loup et la sortie scolaire
23. Mini-Loup, Rendez-vous avec Louna
24. Une semaine avec Mini-Loup

## Adaptation télévisuelle
Mini-Loup est aussi une série télévisée d'animation, produite par Sandrine Nguyen et Boris Hertzog et réalisée par Philippe Matter et Frédéric Mège. La série est diffusée sur France 5 dans Zouzous du 1er septembre 2012, à 2015 en Suisse sur RTS Deux et France 3 dans Ludo depuis le 19 octobre 2015. Elle l'est aussi sur TiJi et sur Tfou Max.

### Synopsis
Les bêtises, les rigolades, les disputes, les découvertes, que ce soit à la maison ou à l’école… Chaque épisode fait vivre avec intensité une journée de Mini-Loup et de ses fidèles amis. À la manière du Petit Nicolas, il raconte sa vie de jeune écolier, avec ses moments de doute et de bravoure, ses coups d’éclat, ses passages à vide, ses chagrins et ses inévitables séances de signature du carnet de notes !
Mais il n’y a pas que l’école dans la vie. Il y a aussi les jeux et le sport, les week-ends, les vacances et tout un tas de moments où se fait l’apprentissage de la vie sociale au travers de ses grands thèmes : savoir garder un secret, rester soi-même, faire confiance ou encore savoir dire « non ».

### Fiche technique
- Réalisation : Fréderic Mège
- Auteur : Philippe Matter, d'après ses albums
- Adaptation : Didier Lejeune
- Production : Sandrine Nguyen et Boris Hertzog
- Sociétés de production : Genao Productions avec la participation de France Télévisions et Hachette Livres
- Production artistique : Isabelle Dinh Van Chi
- Bible Graphique : Jérôme Cointre, Brendan Merien
- Durée : 7 minutes environ par épisode

### Distribution des voix
- Magali Rosenzweig : Mini-Loup
- Céline Melloul : Mlle Biglu, Mini-Pic, Louna
- Marie Nonnenmacher : Anicet, Dilou, Maman-Loup, Muche
- Bruno Magne : le papa de Moussa
- Cédric Dumond : Papa-Loup, Papi-Loup
- Delphine Benko : Mamie-Loup, l'infirmière
- Benjamin Bollen : Moussa, Napoléon, Attila, César
- Jérôme Wiggins : Michel, père Basile, le proviseur de l'école

 Source et légende : version française (VF) sur RS Doublage et sur le forum Planète Jeunesse

### Épisodes

#### Saison 1 (2012 états-Unis)
1. Pas une seule bêtise
2. Un week-end de rêve
3. Un vrai trésor !
4. La Photo de classe
5. Une journée avec Papa
6. Les belles images de Mordecaï
7. Les ruines de la peur
8. Baignade obligatoire
9. C'est pas juste
10. Super Loup
11. La collection surprise
12. Le secret de Mini-Loup
13. Que des salades !
14. Abracadabra
15. Papi a la forme
16. Le malade imaginaire
17. Le bonnet de la honte
18. La nuit sous la tente
19. Le roi des billes
20. Les fées magiques et les chevaliers cosmiques
21. Doudou le peureux
22. Un après-midi de filles
23. Le déménagement
24. La chasse aux coccinelles
25. Les bonnes actions
26. Réveil matin
27. La boîte à secrets
28. Crise de jalousie
29. Le départ en classe verte
30. Les appâts à la Mini-Loup
31. Les soucoupes roulantes
32. Mémoire d'éléphant
33. Le mot de la maîtresse
34. La dent qui bouge
35. Le mauvais œil
36. Les chaussures trop petites
37. Mini-Loup n'en mène pas large
38. Mini-Loup mène l'enquête
39. Les extra-terrestres
40. Le club de Mini-Loup
41. Mes amis les grillons
42. L'arbre des pirates
43. La corde à sauter
44. Le lac de la tranquillité
45. Même pas peur
46. Le rangement
47. Les poux
48. Un partage difficile
49. Cap pas cap
50. Pas facile d'être l'aîné
51. Ecoloman
52. La nuit des étoiles
53. L'âge des coccinelles
54. Chambre à partager
55. Le bobo de Mini-Loup
56. Le cinéma de Mini-Loup
57. Les vacances du père Basile
58. Mini-Robinson
59. Mini-Loup trouve un billet
60. Ne m'oublie pas !
61. Petits mensonges entre amis
62. Qu'est-ce que je peux faire ?
63. Mini-Loup retrouve son cousin
64. La punition
65. Bonne fête Maman !
66. Émilie bégaie !
67. Hurler avec les loups
68. Le cahier de vacances
69. Un papi extraordinaire
70. Garde partagée
71. Le violon d'Ingres
72. Poste restante
73. Ils ont vraiment oublié ?
74. Trop cool d'être un adulte
75. Les bêtises de Gus
76. La vieille tante
77. Bagarre en vue
78. Mini-Loup se lâche

#### Saison 2 (2014 états-Unis)
1. L'amoureusité
2. Mini Plus
3. L'amie de maman
4. Portrait craché
5. Gros bêta
6. Les bêtises de maman
7. Inséparables
8. Cécé
9. P'tit frère
10. Le grand loup de la maison
11. Bouche-trou
12. La fugue de Mini-Loup
13. Quand est-ce qu'on arrive ?
14. Un grognard peut en cacher un autre
15. Maussade Moussa
16. N'oublie pas de rire, papa !
17. Mini-Loup fabrique des rêves
18. La maladie de Mini-Loup
19. La dernière histoire de Mordecaï
20. Am Stram Gram
21. Le cerf-volant
22. Le bisou magique
23. La nuit la plus courte
24. Petit grand
25. C'est mieux chez les autres
26. Tricher ou ne pas tricher
27. Les larmes de Mini-Loup
28. Grosse truffe
29. Tout un poème
30. La mauvaise conscience
31. Une surprise bien gardée
32. Week-end en amoureux
33. Un copain revenu de loin
34. Mon meilleur ennemi
35. Doudou joue et gagne
36. Rage de loup
37. Soirée pyjama
38. L'aventure
39. Tombé du ciel
40. Le choix de Mini-Loup
41. Recyclage
42. Pas amoureux
43. Ma maman à moi
44. Il était une fois
45. Vesses de loup et oreilles de cochon
46. Mini-Loup et ses copines
47. Tonton Loup
48. Kanicula